# Eduard Novák
Eduard Novák, född 27 november 1946 i Buštěhrad, död 20 oktober 2010, var en tjeckoslovakisk ishockeyspelare.
Han blev olympisk silvermedaljör i ishockey vid vinterspelen 1976 i Innsbruck.